# 相模原市立桜台小学校
相模原市立桜台小学校（さがみはらしりつ さくらだい しょうがっこう）は、神奈川県相模原市南区相模台7丁目にある公立小学校である。

## 教育目標
- よく考える子
- 仲よく協力する子
- 進んで働く子
- 明るい元気な子

## 沿革
出典
- 1970年（昭和45年）4月1日 - 市立相模台小学校より分離し、開校。
- 1971年（昭和46年） - 校章制定。
- 1972年（昭和47年） - プール完成。校歌制定。
- 1973年（昭和48年） - 校旗制定。屋内運動場完成。
- 1976年（昭和51年） - 若草小・双葉小新設のため、一部児童分離。
- 1977年（昭和52年） - 学童保育所開設。
- 1979年（昭和54年） - 創立10周年。
- 1980年（昭和55年） - きこえとことばの教室開級。
- 1982年（昭和57年） - ランチルームの設置。
- 1983年（昭和58年） - 造形砂場完成。
- 1984年（昭和59年） - 校舎全面改装。
- 1987年（昭和62年） - 段ボール宿泊体験開始。
- 1989年（平成元年） - 創立20周年記念式典挙行し、音楽会開催。
- 1992年（平成4年） - 新飼育小屋完成。
- 1994年（平成6年） - 創立25周年記念音楽会開催。
- 1997年（平成9年） - 生涯学習ルーム設置。
- 1998年（平成10年） - A棟耐震補強工事完了。校長室・職員室・事務室に空調設置。
- 1999年（平成11年） - 創立30周年記念式典挙行。パソコン機器更新。C棟耐震補強工事完了。
- 2000年（平成12年） - 体育館耐震補強工事完了。B棟耐震補強工事完了。
- 2001年（平成13年） - 5学年増級式（3学級に）。
- 2002年（平成14年） - 監視カメラ設置。
- 2003年（平成15年） - D棟耐震補強工事完了。プール改修工事完了。
- 2004年（平成16年） - 校庭スピーカー設置。C棟トイレ改修支援教育1・2・3改修。支援学級開設。
- 2006年（平成18年） - 桜台美術館開館。体育館改修工事完了。
- 2008年（平成20年） - 給食室新設工事完了。
- 2009年（平成21年） - 創立40周年を祝う会開催。
- 2010年（平成22年）4月1日 - 相模原市の政令指定都市移行に伴い、住居表示変更（南区）。
- 2016年（平成28年） - 非常用発電設備整備完了。
- 2017年（平成29年） - エアコン設置工事。C棟トイレ改修工事。
- 2018年（平成30年） - 4年1組教室に、エアコン設置工事。
- 2019年（令和元年） - 創立50周年記念式典挙行。受水槽改修工事。
- 2020年（令和2年） - B棟トイレ改修工事。体育館屋根とトイレの改修工事実施。校内ネットワークの整備完了。
- 2021年（令和3年） - タブレットPCの配備完了。

## 年間行事
- 5月：運動会

## 児童数・学級数
- 本校の児童数は全学年合計で393人。学級数は全学年合計で18学級となっている（2024年（令和6年）5月1日現在） [2]。

## 通学区域
- 相模原市南区[3]
  - 麻溝台5丁目（15番〜19番）
  - 麻溝台6丁目（全域）
  - 麻溝台8丁目（24番〜28番・38番〜40番）
  - 相模台5丁目（1番・2番・10番〜12番）
  - 相模台6丁目（1番のみ）
  - 相模台7丁目（1番〜18番）
  - 相模台団地（全域）
  - 桜台（全域）
  - 双葉2丁目（全域）

## 進学中学校
- 相模原市南区[4]
  - 相模原市立麻溝台中学校 - 麻溝台5丁目・麻溝台6丁目・麻溝台8丁目・双葉2丁目から通う児童の進学先中学校
  - 相模原市立相模台中学校 - 相模台5丁目・相模台6丁目・相模台7丁目・相模台団地・桜台から通う児童の進学先中学校

## 周辺
- 相模原市立相模台中学校 - 市道をはさんで、敷地が隣接。
- 国立県営神奈川障害者職業能力開発校
- 相模原市立相模台こどもセンター - 神奈川障害者職業能力開発校と敷地が接する。
- 国立病院機構相模原病院
  - 相模原病院附属相模原看護学校
- 双葉自治会館
- 相模原市消防局南消防署麻溝台分署
- 誠心学園誠心第二幼稚園

## 交通アクセス
- 神奈川中央交通「大55」・「大58」・「大59」・「大60」・「小04」・「小14」・「相21」の各系統で、「水道路」停留所より、
  - のりば1（麻溝車庫行・さがみ緑風園前行・北里大学病院・北里大学行・女子美術大学行・相模原駅南口行）から、徒歩約125m・約2分。
  - のりば2（相模大野駅北口行・小田急相模原駅行）から、徒歩約135m・約2分。

## 著名な出身者
- 小塚郁也（国際安全保障研究者）[5]
- 杉浦健二郎（プロ野球選手）[6]
- 本村賢太郎（相模原市長、元衆議院議員）